# Pseudopanurgus aestivalis
Pseudopanurgus aestivalis är en biart som först beskrevs av Léon Abel Provancher 1882.  Pseudopanurgus aestivalis ingår i släktet Pseudopanurgus och familjen grävbin. Inga underarter finns listade i Catalogue of Life.